# ニウトン・サントス
ニウトン・サントス（Nílton Santos, 1925年5月16日 - 2013年11月27日）は、ブラジル出身の元同国代表元サッカー選手。

## 経歴
エンシクロペディア（百科事典）のニックネームを持ち、ブラジル代表とボタフォゴで活躍した左サイドバック。若い頃はフォワードだったこともあり、守備よりもスピードのある攻め上がりや、左足の強烈なシュートが持ち味だった。
ブラジル代表としては右サイドバックのジャウマ・サントスと共に攻撃的な両サイドバックとして活躍し、2度のワールドカップ優勝に貢献した。
2000年代後半よりパーキンソン病やアルツハイマー病との闘病生活を送っていたが、2013年11月27日に合併症による肺炎のために死去した。亡骸はリオデジャネイロ市ボタフォゴ地区にあるサン・ジョアン・バチスタ墓地に葬られた。

## 代表歴
- ブラジル代表 1949-1968
  - 代表デビュー：1949年4月17日
  - 代表通算：75試合出場 3得点
  - 1954 FIFAワールドカップ出場 3試合0得点
  - 1958 FIFAワールドカップ出場 6試合1得点
  - 1962 FIFAワールドカップ出場 6試合0得点

## 主なタイトル
- FIFAワールドカップ優勝：2回 (1958, 1962)